# Ikusaburō Yamazaki
Ikusaburō Yamazaki (山崎 育三郎, Yamazaki Ikusaburō, né le 18 janvier 1986, à Tokyo, Japon) est un acteur et chanteur japonais. 

## Biographie

### Jeunesse et formation
Ikusaburō Yamazaki est le troisième garçon d'une fratrie de cinq enfants. S'il se rêve en star de baseball, sa mère mélomane lui communique très tôt sa passion pour la musique.
En maternelle, il découvre Annie : la comédie musicale le touche profondément et est une révélation. Sa mère lui achète la bande-originale et s'en sert comme support afin de l’initier à la dictée musicale. Elle prend vite conscience de son potentiel et l'encourage à prendre des cours de chant, en dépit de sa timidité.
En 1997, il remporte le prix spécial du jury lors du Concours national de chansons pour enfants, un concours très populaire diffusé sur de nombreuses chaînes télévisées.
Alors qu'il est en 6e, son professeur de chant le pousse à auditionner pour la comédie musicale Arugo myūjikaru. Il est sélectionné pour le rôle principal parmi 3 000 autres candidats et fait ainsi ses débuts sur scène en 1998. 
En dépit de quelques réussites, notamment l'adaptation scénique des Enfants du capitaine Trapp en 1998 et Coco Smile en 1999, sa carrière piétine et il échoue à de nombreuses auditions. Ses échecs successifs le frustrent mais il décide de poursuivre sa carrière dans la comédie musicale et refuse d'abandonner.
Sur les conseils de son professeur de chant et de sa mère, il se prépare à intégrer un lycée spécialisé dans la musique. En parallèle, il apprend le piano.
En avril 2001, il s'inscrit au département de chant du lycée Tōhō, affilié au Tōhō Gakuen College of Music.
Toutefois, en juillet 2002, influencé par ses deux frères aînés partis étudier à l'étranger, il décide à son tour d'étudier hors du Japon. A la rentrée, il rejoint le lycée North County, situé dans le Missouri aux États-Unis. Les trois premiers mois s'avèrent très compliqués : seul enfant asiatique de l'établissement, il subit du harcèlement et du racisme de la part de ses camarades et peine à s'exprimer. C'est finalement par l'art qu'il parvient à se faire respecter, en démontrant ses capacités de danseur. En mai 2003, il décroche un prix au Championnat de concours de chant classique des lycées américains organisé par l'État du Missouri. Le mois suivant, il retourne au Japon et poursuit ses études dans son pays natal.
En février 2004, il participe au concours Music Power Station Tokyo ; lors des résultats, en mars, il est sélectionné parmi environ 20 000 candidats pour intégrer l'agence Sony Music SD.
En mars 2005, il obtient son diplôme du département de chant au lycée Tōhō. Il intègre par la suite le Conservatoire de musique de Tokyo, où il se spécialise dans le chant.

### Débuts
Pendant ses études universitaires, Ikusaburō Yamazaki auditionne pour le rôle de Marius dans Les Misérables : cette mouture est d'autant plus importante qu'elle commémore le 20e anniversaire de la première mise en scène japonaise. Retenu, il quitte l'université dès septembre 2006 et fait ses débuts officiels dans Les Misérables en 2007. Il se donne alors pour objectif de jouer des rôles majeurs dans quatre productions musicales différentes avant ses 31 ans.
En 2008, il décroche le rôle principal du film Natsuyasumi no yōna 1-kagetsu. En décembre 2009, il apparaît dans sa première pièce de théâtre, adaptation scénique du long-métrage Pacchigi!.

### Consécration
Si Ikusaburō Yamazaki multiplie les rôles sur petit et grand écrans, c'est toutefois sur les planches qu'il se distingue. En avril 2011, il remporte le 36e prix des Kikuta Kazuo pour sa performance de Wolfgang Amadeus Mozart dans Mozart!.
Dès lors, il enchaîne les différents spectacles. En 2011, il est sélectionné dans trois productions conséquentes. Il incarne Edgar Linton dans Wuthering Heights, où il côtoie Ryuichi Kawamura (Heathcliff) et Natsumi Abe (Catherine Earnshaw). S'ensuit Roméo et Juliette, où il joue Roméo Montaigu en alternance avec Yū Shirota. Dans un registre plus burlesque, il campe Alfred, l'assistant maladroit d'un professeur loufoque (Zen Ishikawa) venu enquêter dans les Carpates à l'occasion de Tanz der Vampire.
En 2012, il interprète le rôle masculin principal, celui de Chris, dans Miss Saigon.
A compter de 2013, il forme avec Yoshio Inoue et Kenji Urai le groupe StarS.
En 2014, en alternance avec Kazuki Katō, il décroche le rôle masculin principal dans Lady Bess, nouvelle production du tandem Sylvester Levay / Michael Kunze dédiée à la scène japonaise. Face à Mari Hanafusa (Élisabeth Ire), il interprète un personnage fictif et l'idéal romantique de la future souveraine : celui de Robin Blake, un jeune barde épris de liberté. Yamazaki définit Robin ainsi : « Il est qui il est. Il ne se compare pas aux autres, il emprunte son propre chemin de vie et il est persuadé qu'il faut mener une vie positive et heureuse ». Pour incarner au mieux le barde, il suit un entraînement rigoureux en danse et en jonglerie. Il reprend le rôle lors du revival de 2017.
Entre 2015 et 2016, il campe Luigi Luchini dans la comédie musicale culte Elisabeth, aux côtés notamment de Mari Hanafusa et Yū Shirota. Il atteint ainsi son objectif de jouer dans quatre comédies musicales phares avant ses 31 ans : Les Misérables à 21 ans, Mozart! à 24 ans, Miss Saigon à 26 ans et enfin, Elisabeth à 29 ans. Son ascension fulgurante lui vaut le surnom de « Prince du monde musical ».

### Confirmation et diversité
Courant 2017, Ikusaburō Yamazaki est choisi pour doubler le personnage de la Bête dans le remake live de La Belle et la Bête. Il incarne aussi le personnage principal du drama comique Aino Kekkon Soudanjo, dont il chante également les génériques d'ouverture et de fin.
En 2018, il joue l'un des rôles principaux du drama Showa Genroku Rakugo Shinju, celui de Sukeroku Yūrakutei / Hatsutarō. Cette expérience, au sein d'un univers qu'il apprécie beaucoup, le marque durablement.
Depuis 2019, il fait partie du groupe IMY aux côtés de ses co-stars et amis de longue date Yū Shirota et Matsuya Onoe.
En 2020, il retrouve la comédie musicale Elisabeth, cette fois dans le rôle masculin principal : il est choisi pour incarner Der Tod, en alternance avec Yūta Furukawa et Yoshio Inoue. Le spectacle, annulé en raison de la Pandémie de Covid-19, est finalement lancé en 2022 et se prolonge jusqu'en 2023. Ikusaburō Yamazaki reprend le rôle sur la mouture 2025 - 2026.
En 2021, il participe au best-of Disney : Ultimate Princess Celebration Album, où figure sa version de Beauty and the Beast en duo avec Natsumi Kon.
En 2024 sort son album solo The Handsome. Il interprète également Crank Up, le générique de l'anime yaoi Tasogare Out focus / Twilight Out of Focus.
En 2025, il transpose le manga Showa Genroku Rakugo Shinju de Haruko Kumota en comédie musicale. Le projet lui tient particulièrement à cœur : Yamazaki, grand admirateur de l'œuvre originale, avait déjà tenu le rôle de Sukeroku dans l'adaptation en drama. Il incarne à nouveau le personnage sur scène. Le casting est complété par Yūta Furukawa, Mario Kuroba, Rio Asumi et Kaho Mizutani. Pour sa prestation, il décroche le Prix du meilleur acteur dans un second rôle lors de la 14e cérémonie des Confidence Drama Awards.

## Vie privée
En 2011, il rencontre Natsumi Abe, sa co-star sur Wuthering Heights. Ils se marient en 2015. Le couple a trois fils, respectivement nés le 26 juillet 2016, le 31 octobre 2018 et le 27 décembre 2022.

## Carrière(sélection partielle)

### Performances scéniques
| Année                            | Title                          | Rôle                                   | Notes |
| -------------------------------- | ------------------------------ | -------------------------------------- | --- |
| 1998                             | Argo Musical                   | Perumo                                 | |
| 1998                             | Trapp Family Story             | Werner                                 | |
| 1999                             | Koko Smile                     | Quinta                                 | |
| 2007                             | Les Misérables                 | Marius                                 | |
| 2008                             | La Cage aux Folles             | Jean-Michel                            | |
| 2009                             | Pacchigi!                      | Yoshida                                | |
| 2010                             | Last Game: Saigo no Sōkei-sen  | Handle Name Waseda / Shinichiro Aimoto | |
| 2010 ; 2014 ; 2018 ; 2021        | Mozart!                        | Wolfgang Amadeus Mozart                | Rôle masculin principal en alternance avec Yoshio Inoue et Yūta Furukawa Récompensé au 36ème Kazuo Kikuta Theater Award (2010) Deux captations DVD existantes |
| 2011                             | Wuthering Heights              | Edgar Linton                           | |
| 2011                             | Roméo et Juliette              | Roméo                                  | Rôle masculin principal en alternance avec Yū Shirota |
| 2011                             | Tanz der Vampires              | Alfred                                 | Rôle masculin principal |
| 2012                             | The 1st Shop of Coffee Prince  | Choe Hangyeol                          | |
| 2012                             | Miss Saigon                    | Chris                                  | |
| 2012                             | Night on the Galactic Railroad |                                        | |
| 2013                             | Fune ni Nore!                  | Satoru                                 | Rôle principal |
| 2014 / 2017                      | Lady Bess                      | Robin Blake                            | Rôle masculin principal en alternance avec Kazuki Katō Captation DVD existante                                                                                |
| 2015 - 2016 / 2019               | Elisabeth                      | Luigi Lucheni                          | Captation DVD existante |
| 2016                             | Priscilla, Queen of the Desert | Mitch                                  | |
| 2020 / 2022 - 2023 / 2025 - 2026 | Elisabeth                      | Der Tod                                | Rôle masculin principal (Tokyo) en alternance avec Yūta Furukawa et Yoshio Inoue Tournée de 2020 annulée en raison du Covid-19 Captation DVD existante        |
| 2023                             | Finding Neverland              | J. M. Barrie                           | Rôle principal |
| 2023 / 2024                      | Tootsie                        | Michael Dorsey / Dorothy Michaels      | Rôle principal |
| 2025                             | Shōwa Genroku rakugo shinjū    | Sukeroku Yūrakutei / Hatsutarō         | Distribution principale, également adaptateur Prix du meilleur acteur dans un second rôle à la 14e cérémonie des Confidence Drama Awards                      |

### Dramas
| Année | Titre                                     | Rôle                              | Chaîne       |
| ----- | ----------------------------------------- | --------------------------------- | ------------ |
| 2000  | Rokubanme no Sayoko                       | Akihiko Kato                      | NHK G        |
| 2015  | The Last Cop                              | Mitsuteru Ando                    | NTV          |
| 2015  | Shitamachi Rocket                         | Kensaku Mano                      | TBS          |
| 2016  | Otōsan to Yobasete                        | Makoto Sunashimizu                | KTV, Fuji TV |
| 2016  | Akutō-tachi wa Senri o Hashiru            | Yuto Sonobe                       | TBS          |
| 2017  | Kenji Miyazawa's Table                    | Katōji Fujiwara                   | Wowow        |
| 2018  | Showa Genroku Rakugo Shinju               | Yūrakutei Sukeroku II (Hatsutarō) | NHK G        |
| 2019  | Shiroi Kyotō                              | Kōichirō Kunihira                 | TV Asahi     |
| 2020  | Yell                                      | Hisashi Satō                      | NHK G        |
| 2020  | Cursed in Love                            | Kaoru Takigawa                    | NTV          |
| 2021  | Reach Beyond the Blue Sky                 | Itō Hirobumi                      | NHK G        |
| 2021  | Ichikei's Crow: The Criminal Court Judges | Iori Ide                          | Fuji TV      |
| 2022  | DCU: Deep Crime Unit                      | Kenji Shimizu                     | TBS          |
| 2023  | Hyena                                     | Ichijo Rei                        | TV Tokyo     |
| 2023  | Liaison                                   | Sayama Taku                       | TV Asahi     |

### Films

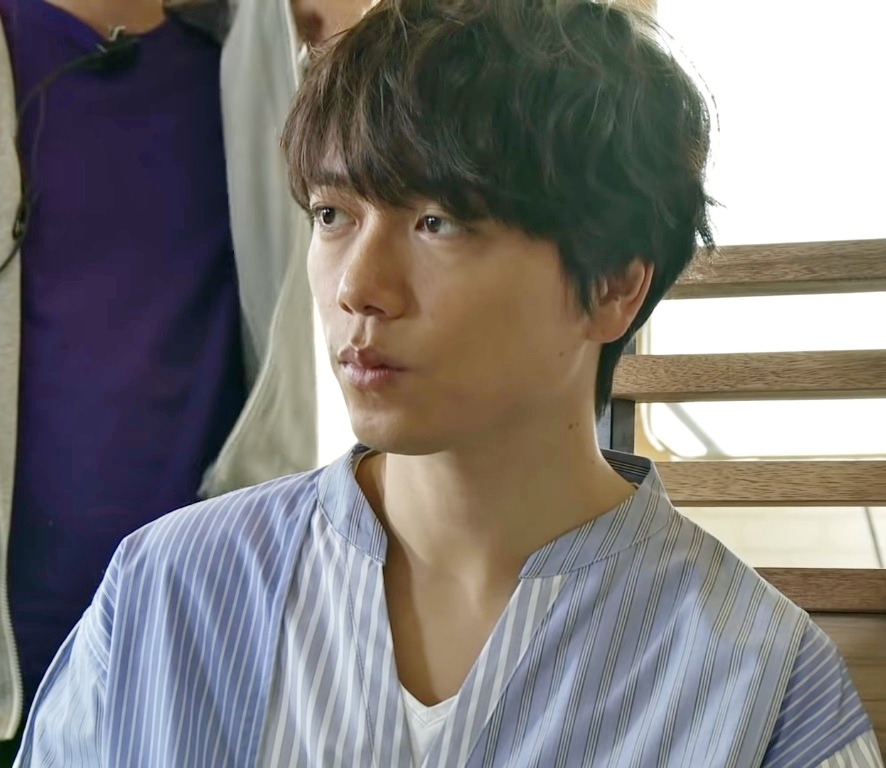
Ikusaburō Yamazaki en 2019, sur le plateau de l'émission Gusto.

| Année | Titre                                      | Rôle              |
| ----- | ------------------------------------------ | ----------------- |
| 2008  | Natsuyasumi no Yōna 1-kagetsu              | Shintaro Karasawa |
| 2018  | Reon                                       | Kusaka            |
| 2019  | Detective Conan: The Fist of Blue Sapphire | Leon Lowe (voix)  |
| 2020  | Kaiji: Final Game                          | Keishi Nishino    |
| 2021  | Musicophilia                               | Taisei Kishino    |
| 2022  | Radiation House: The Movie                 | Keisuke Takahashi |
| 2023  | Ichikei's Crow: The Movie                  | Iori Ide          |
| 2023  | Confess to Your Crimes                     | Hirao Nobuki      |

### Anime
| Année | Titre                              | Rôle       | Chaîne   | Notes      |
| ----- | ---------------------------------- | ---------- | -------- | ---------- |
| 1998  | Ojarumaru                          | Hoshino    | NHK E TV |            |
| 2000  | Carried by the Wind: Tsukikage Ran | Shinnosuke | Wowow    | Episode 11 |

### Doublage
| Année | Titre                | Rôle       | Acteur doublé    |
| ----- | -------------------- | ---------- | ---------------- |
| 2017  | Beauty and the Beast | Beast      | Dan Stevens      |
| 2020  | Cats                 | Munkustrap | Robbie Fairchild |

## Discographie

### Albums
- 2010 : 愛の五線譜 (Ai No Gosenfu?)
- 2016 : 1936 : Your Songs ; album de reprises
- 2017 : 1936 : Your Songs II  ; album de reprises
- 2018 : I LAND
- 2019 : MIRROR BALL'19 ; album de reprises
- 2024 : The Handsome

### Singles
- 2017 : Congratulations / あいのデータ (Ai no dēta?)
- 2018 : Beginning
- 2018 : Keep in touch
- 2020 : 君に伝えたいこと (Kimi ni tsutaetaikoto?)
- 2021 : 誰が為 (Daregatame?)